# Plínio Valério
Francisco Plínio Valério Tomaz (Eirunepé, 31 de janeiro de 1955), mais conhecido como Plínio Valério, é um jornalista e político brasileiro, filiado ao Partido da Social Democracia Brasileira (PSDB). É senador pelo Estado do Amazonas.
Foi eleito vereador de Manaus em 2012. Em 2013, ocupou a vaga de deputado federal pelo Amazonas, durante oito meses, uma vez que era suplente. Retornou à Câmara Municipal de Manaus e foi eleito novamente vereador nas eleições municipais de 2016.
Nas eleições estaduais de 2018, foi eleito senador pelo Amazonas, na 1.ª vaga, com 834.809 votos, concorrendo pelo Partido da Social Democracia Brasileira (PSDB).
Plínio Valério é vice-presidente da Comissão de Assuntos Econômicos (CAE) do Senado e integrante do grupo Muda Senado, que defende mudanças na estrutura do Supremo Tribunal Federal (STF). O senador amazonense é um dos autores da proposição que define mandatos fixos de 10 anos para os ministros do Supremo Tribunal Federal. Apoia a criação da CPI da Toga e impeachment de ministros do Supremo. É autor da CPI das ONGs na Amazônia,  para investigar eventuais abusos na captação de recursos, bem como a execução de projetos que seriam custeados por tais recursos. 
Plínio é autor do projeto de reestruturação do Banco Central, com mandatos fixos e não coincidentes com os mandatos dos presidentes da República, para evitar ingerência na política monetária e fiscal em andamento. Projeto de sua autoria prevendo a inclusão de disciplinas de prevenção a violência contra a mulher na grade transversal do ensino básico já foi aprovado no Senado e tramita atualmente na Câmara dos Deputados. É defensor da recuperação da BR-319 e da Zona Franca de Manaus como principal política econômica para preservação das florestas no Amazonas.
Em junho de 2019, votou contra o Decreto das Armas do governo, que flexibilizava porte e posse para o cidadão.
De acordo com o jornal De Olho nos Ruralistas, Valério possui um chalé dentro da Reserva de Desenvolvimento Sustentável do Tupé, uma reserva natural em Manaus, onde aluga pelo Airbnb.

## Desempenho eleitoral
| Ano  | Eleição               | Partido | Candidato a       | Votos   | %      | Resultado  | Ref    |
| ---- | --------------------- | ------- | ----------------- | ------- | ------ | ---------- | ------ |
| 2002 | Estaduais no Amazonas | PV      | Senador           | 265.861 | 12,82% | Não eleito | [ 7 ]  |
| 2004 | Municipal de Manaus   | PV      | Prefeito          | 76.896  | 10,24% | Não eleito | [ 8 ]  |
| 2006 | Estaduais no Amazonas | PV      | Senador           | 158.333 | 11,94% | Não eleito | [ 9 ]  |
| 2010 | Estaduais no Amazonas | DEM     | Deputado Federal  | 79.499  | 5,52%  | Suplente   | [ 10 ] |
| 2012 | Municipal de Manaus   | PSDB    | Vereador          | 12.053  | 1,28%  | Eleito     | [ 11 ] |
| 2014 | Estaduais no Amazonas | PSDB    | Deputado Estadual | 12.343  | 0,76%  | Não eleito | [ 12 ] |
| 2016 | Municipal de Manaus   | PSDB    | Vereador          | 8.348   | 0,81%  | Eleito     | [ 13 ] |
| 2018 | Estaduais no Amazonas | PSDB    | Senador           | 834.809 | 25,36% | Eleito     | [ 14 ] |